# Rachias caudatus
Rachias caudatus is een spinnensoort in de taxonomische indeling van de bruine klapdeurspinnen (Nemesiidae).
Rachias caudatus werd in 1939 beschreven door Piza.